# 蒽酮紫
蒽酮紫（英語：Violanthrone），别名二苯并蒽酮或二苯嵌蒽酮（英語：Dibenzanthrone），是一种呈紫色的蒽酮类还原染料，同时也是一些其他还原染料的原料。研究者通过X射线衍射确定蒽酮紫为平面分子，对称性为C2v点群。其同分异构体为异蒽酮紫（Isoviolanthrone），区别在于异蒽酮紫分子为中心对称，即羰基朝向相反。其可由两分子苯并蒽酮反应制备得到。